# خمان متلاحم الأجزاء
الخَمَان المتلاحم الأجزاء نوع نباتي ينتمي إلى جنسالخَمَان من الفصيلة المسكية.
موطنه منطقة غرب الصين وجبال الهملايا.